# Commanderie de Temple Dinsley
La commanderie de Temple Dinsley est une commanderie hospitalière anciennement commanderie templière située dans le comté de Hertfordshire (Nord-Est de Londres). Les documents anciens l'appellent aussi « Deneslai ». 
D'abord possession des Templiers, ce manoir fut dévolu aux Hospitaliers lorsque l'ordre du Temple fut dissous.

## Historique
À l'époque d'Édouard le Confesseur, le manoir Temple Dinsley appartenait à Harold II d'Angleterre, avant d'être séparé en deux après son décès (1066). Il fut de nouveau réuni du temps de Guillaume le Conquérant, qui le donna à Ilbert, son shérif avant d'être intégré au manoir d'Hitchin. Temple Dinsley semble avoir fait partie de la donation faite à Guy de Balliol (en) par Guillaume le Roux au XIIe siècle. Et c'est à Bernard de Balliol (en), son héritier que l'on doit les premières donations aux Templiers.

### Les Templiers
L'année de la première donation aux templiers n'est pas connue avec certitude, mais celle-ci pourrait avoir été faite en 1147. En effet, dans un chapitre de l'ordre du Temple qui s'est tenue à Paris et auquel assistait le pape Eugène III (1145-1153), Bernard de Balliol fit don des terres de Wedelee, situées à Dinsley. Lors de ce même chapitre, des accords furent pris pour la participation à la deuxième croisade, qui débuta en 1147. Cette donation fut ensuite confirmée par le roi Étienne d'Angleterre, qui y ajouta deux moulins avec la terre et les hommes qui en faisaient partie.
L'année de la fondation de la commanderie n'est pas davantage connue avec exactitude, mais elle est antérieure à 1200, année pendant laquelle un chapitre y fut tenu.
Avant le XIIIe siècle, l'administration des biens templiers dans cette région semble se faire à partir du Commanderie de Lannock, car l'enquête demandée par le maître de province Geoffroy Fitz-Stephen en 1185, mentionne la baillie de Weston qui englobait leurs possessions dans l'Hetfordshire, et à fortiori dans le Bedfordshire.
Vingt-deux templiers interrogés au cours du procès de l'ordre du Temple en Angleterre sont mentionnés comme ayant fait leur entrée dans l'Ordre en ce lieu, le plus souvent en présence du maître de la province d'Angleterre qui y tenait régulièrement le chapitre annuel de cette province. On dénombre également six Templiers emprisonnés dans le comté d'Hertford dont trois qui provenaient des commanderies de ce comté : Richard Peitevin, Henry Paul et Robert de la Wole, le premier ayant été arrêté à Temple Dinsley.

### Les Hospitaliers
Les hospitaliers eurent beaucoup de mal à s'approprier les biens du Temple en Angleterre et il faudra attendre 1324 pour que le parlement anglais reconnaisse leurs droits, malgré la bulle Ad providam qui date de 1312. Temple Dinsley est de nouveau mentionnée en 1330 lorsque le prieur hospitalier Archer (en), lègue à vie cette propriété à un certain William Langford,. Ce dernier en étant toujours le propriétaire en 1338. Ce n'est qu'après sa mort que les hospitaliers ont véritablement occupé les lieux en pleine propriété.
Au XVIe siècle, la réforme protestante entraîne la suppression de la Langue d'Angleterre par le roi Henri VIII (1540) et l'annexion de tous leurs biens par la couronne. Puis en mars 1542, le manoir de Temple Dinsley est légué à sir Ralph Sadleir (en) qui y installe son fils, Edward.

### Du milieu duXVIesiècleà aujourd'hui
Temple Dinsley est resté dans la famille Sadleir jusqu'en 1712, année de sa vente par Edwin Sadleir à Benedict Ithell of Chelsea. Il demeura dans cette famille jusqu'en 1767 avant d'être légué à un certain Thomas Harwood, serviteur de cette famille. Ce dernier le transmit à son neveu Joseph Darton, puis il a appartenu à un certain H. G. Fenwick au début du XXe siècle, avant de devenir l'actuel Princess Helena College (en).

### Commandeurs
| Nom du commandeur                                                                       | Période     |
| --------------------------------------------------------------------------------------- | ----------- |
| Commandeurs templiers                                                                   | 1147 - 1308 |
| fr. Richard Fitz-John                                                                   | c. 1255     |
| fr. Ralph de Malton                                                                     | c. 1301     |
| fr. Robert de Torville                                                                  | 1308        |
| Administrateurs de la couronne d'Angleterre                                             | 1309 - 1338 |
| Ralph de Monchensey and John de Kyreton                                                 | 1309        |
| Seigneurs d'Hitchin ?                                                                   | ? - 1324    |
| William Langford                                                                        | 1330 - 1338 |
| Commandeurs hospitaliers                                                                | 1338 - ?    |
| John Dalton                                                                             | 1380 - 1389 |
| John Tong Précepteur de Ribston (Ribston Hall, Yorkshire du Nord) et du Mont Saint-John | 1498        |

## Possessions
| Localisation des possessions, droits et juridictions (templiers) autour de cette commanderie À la fin du XIIIe siècle |
| --- |
| \| Baldock Lannock Temple Dinsley Temple Chelsing Charlton Edworth Millbrook Langford Maulden \|                      |
| Baldock Lannock Temple Dinsley Temple Chelsing Charlton Edworth Millbrook Langford Maulden                            |

Parmi les possessions connues et rattachées à cette commanderie, on notera pour la période templière:
- Le manoir de Charlton (en) (alias Moremead) au sud d'Hitchin[2],[N 6].

- Un certain nombre de biens dans le Bedfordshire[N 7] qui figurent dans l'enquête de 1185 et que l'on retrouve dans les registres hospitaliers au XVe siècle[13] :
  - des terres à Millbrook, donation de Robert de Aubeni
  - des terres à Sharnbrook,
  - des terres à Edworth, Langford et Sandy mais ils les louaient à des tiers et n'en tiraient que des revenus.
  - peut-être une église à Maulden car ils en percevaient l’aumône

- Mais aussi des biens dans le Cambridgeshire comme à Hatley également loués[13]

Voir également les commanderies de la baillie de Weston qui figurent sur la carte, mais sans leurs possessions détaillées.